# Gråbrunt träfly
Gråbrunt träfly (Lithophane socia) är en fjärilsart som beskrevs av Hüfnagel 1766. Gråbrunt träfly ingår i släktet Lithophane och familjen nattflyn. Arten är reproducerande i Sverige. Inga underarter finns listade i Catalogue of Life.

## Bildgalleri

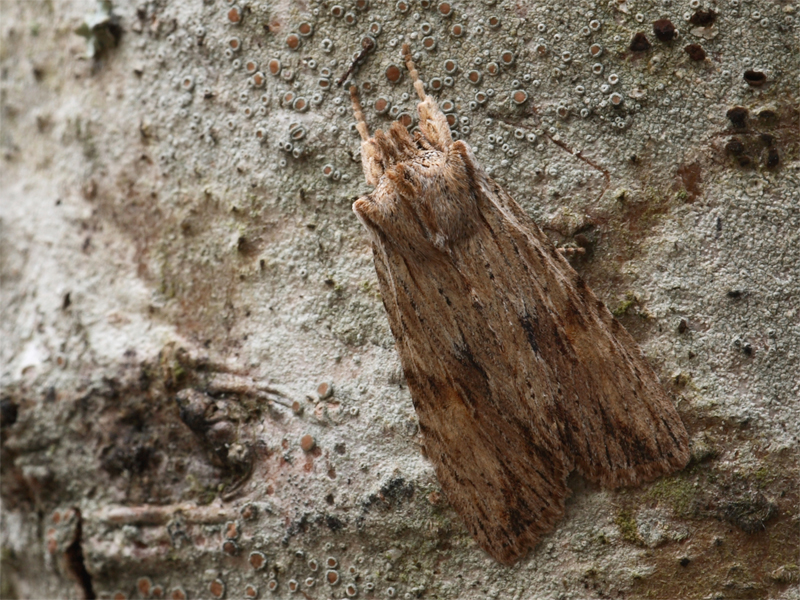